# Duncano I da Escócia
Duncano I (em latim: Duncanus; 15 de Agosto de 1001 - 14 de Agosto de 1040) foi rei da Escócia, filho de Crimo de Dunkeld e Beatriz, primogênita do rei Malcolm II e herdeira de Scone. É mais conhecido como personagem da tragédia de William Shakespeare, Macbeth.